# Моррисон, Кэри
Кэри Элизабет Моррисон (англ. Morrison Keri Elizabeth; род. 3 июля 1991 года, Ниидза, Япония) — канадская конькобежка (бывшая шорт-трекистка), бронзовая призёр в командной гонки зимней Универсиады 2015 года. Участница зимних Олимпийских игр 2018 года.

## Биография
Кэри Элизабет Моррисон родилась в городе Ниидза, прифектура Сайтама, Япония. Впервые на коньки стала в трёхлетнем возрасте. Её дядя был тренером конькобежцев и потому Кэри вместе со своим братом тренировались у него. Начинала в качестве шорт-трекистки и перешла в конькобежный спорт в сезоне 2015/16 года. Профессионально тренируется на базе клуба «Cambridge Speed Skating Club». В клубе за её подготовку отвечает Эрни Оверланд (англ. Ernie Overland), а в национальной сборной — Марсель Лакруа (фр. Marcel Lacroix). Обучается в Университете Калгари по специальности — права и свободы человека.
Бронзовой медалью завершилось участие Моррисон в качестве шорт-трекистки на зимней Универсиаде 2015 года, что проходил в испанском городе — Гранада. 13 февраля на катке «Universiade Igloo» во время командной гонки среди женщин с итоговым результатом 4:20.089 канадские шорт-трекистки финишировали третьими, уступив первенство соперницам из Южной Кореии (4:19.289 — 2-е место) и Китая (4:19.010 — 1-е место).
На зимних Олимпийских играх 2018 года Кэри Моррисон дебютировала в масс-старте и командной гонке. 21 февраля 2018 года на Олимпийском Овале Каннына в командной гонке преследования канадские конькобежки финишировали вторыми в финале В с результатом 2:59.72. В итоговом зачёте они заняли 4-е место. 24 февраля 2018 года на Олимпийском Овале Каннына в масс-старте в финальном забеге она завершила выступление с результатом 8:41.38. В итоговом зачёте Моррисон заняла 12-е мест.